# XBIZ Award for Male Performer of the Year
L'XBIZ Award for Male Performer of the Year è un premio pornografico assegnato all'attore votata come migliore dalla XBIZ, l'ente che assegna gli XBIZ Awards, riconosciuti tra i premi più importanti del settore.
Come per gli altri premi, viene assegnato nel corso di una cerimonia che si svolge a Los Angeles, solitamente nel mese di gennaio, dal 2008.

## Vincitori e candidati

### Anni 2000
| Anno            | 2008 | 2009 |
| --------------- | --- | --- |
| Vincitore       | Evan Stone | Manuel Ferrara |
| Altri candidati | Erik Everhard Lexington Steele Manuel Ferrara Marco Banderas Mark Ashley Mr. Pete Shane Diesel Tom Byron Tommy Gunn | Ben English Erik Everhard Evan Stone James Deen Marco Banderas Mark Ashley Michael Stefano Mick Blue Mr. Pete Randy Spears Rico Strong Shane Diesel Tom Byron Tommy Gunn |

### Anni 2010
| Anno            | 2010 | 2011 | 2012 | 2013 | 2014 | 2015 | 2016 | 2017 | 2018 | 2019 |
| --------------- | --- | --- | --- | --- | --- | --- | --- | --- | --- | --- |
| Vincitore       | James Deen | Tommy Gunn | Rocco Reed | James Deen | James Deen | James Deen | Ryan Driller | Xander Corvus | Small Hands | Isiah Maxwell |
| Altri candidati | Anthony Rosano Ben English Erik Everhard Evan Stone Johnny Sins Lexington Steele Manuel Ferrara Marco Banderas Mark Ashley Mark Wood Mick Blue Mr. Marcus Mr. Pete Prince Yahshua Rico Strong Rocco Reed Sean Michaels Shane Diesel Tom Byron | Mick Blue Dale DaBone James Deen Erik Everhard Manuel Ferrara Eric John Keiran Lee Nick Manning Danny Mountain Scott Nails Mr. Pete Derrick Pierce Rocco Reed Anthony Rosano Lexington Steele Evan Stone Keni Styles Mark Wood Prince Yahshua | Mick Blue Xander Corvus James Deen Erik Everhard Manuel Ferrara Tommy Gunn Eric John Keiran Lee Scott Nails Mr. Pete Derrick Pierce Anthony Rosano Lexington Steele Prince Yahshua | Mick Blue Xander Corvus Erik Everhard Manuel Ferrara Tommy Gunn Eric John Keiran Lee Mandingo Mr. Pete Derrick Pierce Anthony Rosano Lexington Steele Evan Stone Prince Yahshua | Mick Blue Xander Corvus Erik Everhard Manuel Ferrara Tommy Gunn Eric John Keiran Lee Ramón Nomar Derrick Pierce Toni Ribas Johnny Sins Lexington Steele Evan Stone Prince Yahshua | Bill Bailey Mick Blue Xander Corvus Erik Everhard Manuel Ferrara Seth Gamble Keiran Lee Ryan Madison Tyler Nixon Derrick Pierce Tommy Pistol Toni Ribas Lexington Steele Prince Yahshua | Bill Bailey Mick Blue Xander Corvus James Deen Erik Everhard Manuel Ferrara Keiran Lee Tyler Nixon Ramón Nomar Derrick Pierce Toni Ribas Johnny Sins Chad White Prince Yahshua | Mick Blue James Deen Damon Dice Ryan Driller Manuel Ferrara Seth Gamble Small Hands Keiran Lee Ryan Madison Isiah Maxwell Ramón Nomar Johnny Sins Chad White Prince Yahshua | Chad White Charles Dera Derrick Pierce Isiah Maxwell Jessy Jones Keiran Lee Manuel Ferrara Markus Dupree Michael Vegas Mick Blue Prince Yahshua Ryan Driller Seth Gamble Xander Corvus | Mick Blue Xander Corvus Charles Dera Markus Dupree Manuel Ferrara Seth Gamble Small Hands Ryan Madison Mandingo Ryan Mclane Tommy Pistol Johnny Sins Michael Vegas Prince Yahshua |

### Anni 2020
| Anno            | 2020 | 2021 | 2022 | 2023 | 2024 | 2025 |
| --------------- | --- | --- | --- | --- | --- | --- |
| Vincitore       | Seth Gamble | Ramón Nomar | Mick Blue | Seth Gamble | Zac Wild | Alex Jones |
| Altri candidati | Charles Dera Isiah Maxwell Jason Luv Jessy Jones Manuel Ferrara Markus Dupree Michael Vegas Mick Blue Prince Yahshua Ricky Johnson Small Hands Tommy Pistol Xander Corvus Zac Wild | Charles Dera Isiah Maxwell Keiran Lee Manuel Ferrara Markus Dupree Michael Vegas Mick Blue Prince Yahshua Ricky Johnson Ryan Mclane Seth Gamble Small Hands Xander Corvus Zac Wild | Nathan Bronson Dante Colle Xander Corvus Charles Dera Manuel Ferrara Seth Gamble Small Hands Quinton James Isiah Maxwell Tyler NixonRamon Nomar Jax Slayher Michael Stefano Zac Wild | Mick Blue Nathan Bronson Dante Colle Xander Corvus Charles Dera Robby Echo Manuel Ferrara Oliver Flynn Ricky Johnson Isiah Maxwell Tommy Pistol Will Pounder Codey Steele Zac Wild | Mick Blue Dante Colle Xander Corvus Charles Dera Oliver Flynn Seth Gamble Anton Harden Ricky Johnson Alex Jones Vince Karter Isiah Maxwell Scott Nails Codey Steele Van Wylde | Mick Blue Hollywood Cash Dan Damage Damion Dayski Charles Dera Max Fills Seth Gamble Ricky Johnson Vince Karter Isiah Maxwell Danny Mountain Scott Nails Codey Steele Van Wylde |